# Béthancourt-en-Vaux
Béthancourt-en-Vaux település Franciaországban, Aisne megyében. Lakosainak száma 425 fő (2022. január 1.). Béthancourt-en-Vaux Caillouël-Crépigny, Caumont, Commenchon, Guivry és Neuflieux községekkel határos.

## Népesség
A település népességének változása:
| Lakosok száma | 327  | 371  | 353  | 384  | 490  | 486  | 440  | 434  | 432  | 425  |
|               | 1968 | 1982 | 1990 | 2006 | 2013 | 2015 | 2017 | 2019 | 2020 | 2022 |